# The Best of Ballads
『The Best of Ballads』（ザ・ベスト・オブ・バラッズ）は永井真理子2枚目のバラード・ベスト・アルバム。

## 概要
同年、長男を出産した永井はレコード会社・ファンハウスとの契約終了に伴い、ベスト・アルバム2枚のみ発表。本作は『yasashikunaritai』に続くバラード・ベスト・アルバムだが、同作と楽曲が一部重複する。廣田コージがサウンド・プロデュースした楽曲からも選曲されている。
同日、初となるロック・ベスト・アルバム『The Best of Rocks』発売。

## 収録曲
1. ZUTTO
  - 作詞：亜伊林、作曲：藤井宏一、編曲：根岸貴幸
2. 恋をしてる
  - 作詞：永井真理子、作曲・編曲：廣田コージ
3. Keep On “Keeping On”
  - 作詞：永野椎菜、作曲：辛島美登里、編曲：根岸貴幸
4. 瞳･元気
  - 作詞：只野菜摘、作曲：辛島美登里、編曲：根岸貴幸
5. ロンリイザウルス
  - 作詞：亜伊林、作曲：北野誠、編曲：根岸貴幸
6. 今、君が涙を見せた
  - 作詞：永野椎菜、作曲：辛島美登里、編曲：根岸貴幸
7. やさしくなりたい
  - 作詞：亜伊林、作曲：北野誠、編曲：根岸貴幸
  - 明治乳業『ブルガリアヨーグルト』CMソング
8. 泣きたい日もある
  - 作詞・作曲：遠藤京子、編曲：根岸貴幸
9. 日曜日が足りない
  - 作詞：永井真理子、作曲：永井真理子・廣田コージ、編曲：廣田コージ
10. きれいになろう
  - 作詞：永井真理子、作曲：永井真理子・廣田コージ、編曲：廣田コージ
11. Change
  - 作詞：只野菜摘、作曲：藤井宏一、編曲：根岸貴幸
12. Mariko
  - 作詞：永井真理子、作曲：前田克樹、編曲：根岸貴幸
13. ZUTTO 〜X'mas Version〜
  - 作詞：亜伊林、作曲：藤井宏一、編曲：根岸貴幸